# 路易·马尔维

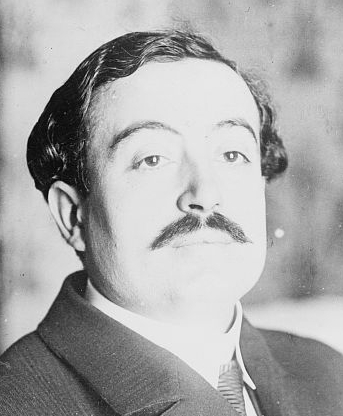
路易·马尔维

路易-让·马尔维（法語：Louis-Jean Malvy，法語發音：[lwi ʒɑ̃ malvi]；1875年12月1日—1949年6月10日），是法兰西第三共和国时期的激进党政治家和律师，他在1914年至1917年期间曾担任三届战时内阁的内政部长。1917年，他与前总理约瑟夫·卡约被控以叛国而被判处流放五年。